# Cavernas de las barrancas del río Paraná (Buenos Aires)
En la provincia de Buenos Aires (centro-este de la Argentina) se denominan cavernas de las barrancas del río Paraná a las grutas, cuevas y otras cavernaciones que se sitúan en los barrancos que flanquean la porción bonaerense del citado río (correspondiente a la sección inferior del mismo), ocupada en su totalidad por el delta homónimo. Poseen importancia científica y una espeleofauna característica. Representan las cuevas naturales más próximas al área metropolitana de Buenos Aires.

## Características generales

### Ubicación y origen
La provincia de Buenos Aires (en el centro-este de la Argentina, Cono Sur de América del Sur) posee cavernas en los sistemas serranos de Tandilia y Ventania, en algunas barrancas de cursos fluviales que desde esas sierras descienden hacia el mar Argentino, y en el mismo borde marítimo, en los acantilados que caen al Atlántico. Un cuarto grupo —el más numeroso, más extenso y el de mayor interés bioespeleológico— pertenece a las cuevas que se encuentran en el sector bonaerense septentrional y que se sitúan en las barrancas localizadas en la margen derecha del río Paraná —las que contienen por el sur su valle de inundación— en los partidos de San Nicolás, Ramallo y San Pedro, desarrollándose a lo largo de una angosta franja de 60 km de longitud, aproximadamente desde las coordenadas 33º20'S 60º13'O por el norte hasta 33º35'S 59º49'O por el sur.
Estas barrancas, de unos 20 metros de altura, representan el escalón de la llanura pampeana ondulada, por lo que al ser un corte de la misma poseen su misma conformación geológica, siendo sedimentos asignados al Pleistoceno Superior. 
Estas cuevas fueron creadas por el oleaje que cinceló a dichas barrancas, durante la última transgresión marina ocurrida en el Holoceno, por la cual se formó durante unos miles de años, un penetrante cuerpo marino agolfado denominado mar querandinense, el que alcanzó hasta la línea formada por el Puente Rosario-Victoria que une las ciudades de Rosario, en la provincia de Santa Fe, y Victoria, en la de Entre Ríos.

### Descripción
El oleaje las labró mecánicamente, generalmente justo en la base de las barrancas —las que ya de por sí conllevan la propiedad de agrietarse con facilidad—, logrando horadar las mismas en los puntos donde los sedimentos poseían masas escasamente coherentes, por tanto más frágiles, por el agregado de bloques angulares friables, o sectores del talud de elevada debilidad estructural (crotovinas, paleocauces), lo que coadyuvaba al penetrante socavamiento por erosión hídrica de la pared de estratos.
Totalizan aproximadamente unas 20 cavernas (más de 15, en el sentido de Huffmann y Lipps). Algunas deben ser clasificadas solo como cuevas —por la presencia de penumbra en la mayor parte del ambiente— mientras que otras son verdaderas cavernas de total oscuridad, requiriendo de indispensables elementos lumínicos artificiales para penetrar en ellas para su exploración. 
Las cavernas suelen presentarse en el zócalo de las paredes verticales, allí donde la barranca cae a pique, y especialmente donde esta se posiciona junto a las aguas del río o muy próximo a las mismas.
En su mayoría se componen de una simple estructura tubular horizontal, con una orientación perpendicular a la línea de barrancas, con sección subcircular, techo de toscas duras (cementados de carbonato de calcio) y pisos en parte cubiertos por rodados y otros sedimentos retrabajados por las aguas del río, los que juegan el rol de abrasivos de las paredes durante las crecidas.
Algunas poseen fosas o chimeneas que se conectan con la terraza alta (el terreno por sobre la barranca) debido a desplomes o hundimientos localizados del techo de la caverna, simulando "simas de hundimiento". Del mismo modo, sectores con mayor debilidad desarrollan tramos de la galería con el techo más elevado o el diámetro más ensanchado, formando cámaras o salas, además de galerías bifurcadas y estructuras erosivas, como proyecciones y estriaciones, que se asemejan a diminutas estalactitas; se forman por la pátina de calcita o manganeso que deja el escurrimiento provocado por la condensación del vapor de la humedad llegada a la cueva desde el exterior.
Las sucesivos derrumbes pueden hacer desaparecer de manera natural y en pocos años a una de estas cavernas, tal lo ocurrido con una de las más conocidas, la “cueva de los Murciélagos”.
En ocasiones de crecientes excepcionales del río (en ciclos de 1 a 10 años), el agua vuelve a inundarlas, posibilitando nuevos derrumbes y ensanchamientos; estos desmoronamientos hacen aumentar el volumen de las cavidades. Esto las diferencia de las situadas en la costa marina bonaerense, las que son inundadas a diario por las pleamares.
Vegetación que las rodea
Originalmente, las bocas de todas estas cuevas estaban insertas en una matriz de bosques xerófilos denominados localmente talares, correspondientes a la ecorregión terrestre espinal.
Cavernaciones más destacadas
La mayor caverna de este conjunto es una de las que integran el grupo del área de la localidad de Vuelta de Obligado, junto al parque histórico natural homónimo, al norte del partido de San Pedro. Se trata de la denominada “cueva de la Salamanca”, la que posee una longitud (profundidad) de más de 50 metros de profundidad, siendo su techo en algunos trechos de hasta 6 m de altura. Otra cueva estudiada del grupo de Obligado es la conocida como “cueva de los Murciélagos”, cuya boca cuenta con 5 metros de ancho y 2,10 m de altura y alcanza una profundidad de 20 m.
Otros cavernamientos de la zona de Obligado son la “cueva de los Ratones”, de 6 metros de ancho, 5 de profundidad y una rama horizontal; la “cueva de los Pescadores”, la que posee una chimenea y se sitúa en la línea de playa; la “cueva de las Tres Bocas”, con túnel que presenta 2 entradas y una enorme ombú en su centro, además de un desnivel de 5 metros; la “cueva del arroyo los Cueros” y la “cueva de la Mariposa” (la cual se halla debajo del monumento conmemorativo a la batalla), la que cuenta con un derrumbe que simula una "sima de hundimiento", luego de penetrar se ensancha hasta los 11 m, y luego va bajando por un desnivel de 40 grados terminando en un trecho en gatera horizontal de 50 cm de altura, concluyendo finalmente a 16,2 metros del umbral de la entrada. 
En el partido de San Nicolás se encuentra la “cueva Laguna Negra”, protegida al estar comprendida dentro del área natural protegida municipal Parque Rafael de Aguiar.
En el partido de Ramallo destaca la “cueva de los Lechuzones” (33°27′S 60°02′O), la que posee galerías con bifurcaciones, una de ellas con dos cámaras, las que vuelven a reunirse en una sala final en desnivel luego de una pendiente vertical.

## Biodiversidad
La fauna criptozoica (geófilos) que habita en estas cuevas es diversificada. Los nichos de estos organismos trogloxenos y troglófilos de la macro y mesofauna se corresponden con los indicados para las redes alimentarias que poseen las cavernas del sudeste del Brasil, lo cual se ha relacionado con la influencia del río Paraná, colector de una cuenca hidrográfica con penetraciones en el sudeste brasileño, replicando nichos y hábitats relacionados con biotopos afines en tipo de sustrato, humedad, temperatura, competencia, alimentos, etc., los que terminan siendo ocupados por organismos equivalentes.
Murciélagos y la fauna asociada a su guano
En las cavernas de Vuelta de Obligado se colectaron grillos cavernícolas de los géneros'Endecous (posiblemente con una nueva especie) y Ceutophilus en total oscuridad, en proximidades de un dormidero de murciélagos Myotis levis. Entre la fauna de quirópteros de estas cuevas se encontraron vespertiliónidos y molosos. destacando la presencia del vampiro común (Desmodus rotundus), siendo posiblemente las colonias más australes del género.
Se detectaron coleópteros coprófagos o asociados al guano de estos mamíferos, pertenecientes a las familias Catopidae, Histeridae, Staphylinidae y Trogidae, los que también acuden a alimentarse del excremento humano dejado por los visitantes. 
El aporte de materia orgánica a una caverna generado por el guano de murciélagos produce condiciones especiales adecuadas para la formación de sistemas ecológicos suficientemente complejos en su fauna de artrópodos, siendo particulares a cada cueva en función de la especie de quiróptero que la habite y la dieta que logre obtener, variando de este modo las relaciones y los organismos intervinientes. Para sostener una fauna cavernícola bien representada, este guano debería formar una capa con una superficie de al menos 400 cm².
Como la mayor caverna (la “cueva de La Salamanca”) se sitúa en un área de fácil acceso al público, la misma es empleada por pescadores como refugio o sanitario. Esto altera a la comunidad de murciélagos que viven en las cavidades de su techo, por lo que solo se hacen presentes en pequeñas colonias, las que además cambian frecuentemente de lugares para dormir, a causa de las molestias de la gente que visita el sitio. Por esta razón, el guano acumulado es muy escaso, sin llegar a formar una capa. Esta es la base de la pirámide de la red trófica cavernícola, compuesta por los detritos, el guano más los hongos y bacterias que este produce.
Otros vertebrados
Entre las aves que viven en estas cavernas destacan las lechuzas de campanario (Tyto alba) las que van acumulando allí sus regurgitados (egragropilas) —con una aceptable conservación— permitiendo, con su fácil colecta, implementar estudios de las comunidades de micromamíferos que habitan en los alrededores. También son sitios de nidificación de golondrinas, cuyos excrementos y nidos aportan materia orgánica para la sustentación de las comunidades tróficas cavernícolas.
Entre los anfibios (invasores temporales) destacan las capturas de las pequeñas ranas Physalaemus cuvieri, y Physalaemus albonotatus.
Otros invertebrados
También se observaron en estas cuevas carábidos (Loxandrus pseudomajor, Adrimus irideus y Athrostictus chlaenioides), todos de ambientes muy húmedos, los que buscan refugio en la cueva para eludir las consecuencias de las sequías prolongadas en el ambiente externo. Habitan asimismo Zelurus (Reduviidae), Blattidae, otros coleópteros como Uroxis, Ontherus sulcator, Trox bifurcatus (Scarabidae) y Chrysomelidae, pseudoescorpiones, diplópodos, abundantes arañas (Metaltella -Amphinectidae- y Pholcus phalangioides -Pholcidae-) y opiliones (Discocyrtus testudineus –Gonyleptidae-).
La zona más iluminada, próxima a su boca, presenta otras especies de insectos, las que también viven en el exterior.
De su fauna de artrópodos solo los grillos corresponden a verdaderos troglófilos, al cumplir todo su ciclo de vida en el interior de la caverna; solamente salen de ella para alimentarse durante la noche.

## Importancia cultural, educativa y turística
Estas cavidades han influido culturalmente sobre los habitantes ribereños y de las poblaciones de sus proximidades, siendo elementos simbólicos destacados de la costa paranaense, activando el imaginario popular, enriqueciéndolo al producir numerosas historias, fábulas y leyendas locales de aspecto folclórico en torno a ellas, como la que asegura que en su interior, “La Salamanca” contaba en el pasado con la presencia de un arroyo de agua fresca y cristalina.
Si son adecuadamente gestionadas y protegidas, estas poco conocidas cavernas podrían ser una atracción turística más para las localidades de la zona, es decir, una fuente permanente de recursos económicos que se podrían sumar a las ofertas de miniturismo regional: ecoturismo, recreativas de playa, náutica y pesca y turismo histórico y religioso, las que están potenciadas por su proximidad con grandes urbes, como las ciudades de Buenos Aires y Rosario.
Dada la fragilidad y el reducido tamaño de estas formaciones geológicas, el flujo de visitantes que produciría este aprovechamiento turístico debería ser estrictamente controlado, además de brindarle apoyo en base al desarrollo de infraestructura adecuada.
Estos “laboratorios de campo” también encierran un valioso destino educativo, ya que pueden ser utilizadas como aulas de ecología de biotopos cavernícolas, en actividades de educación ambiental.
Posibilitan que los estudiantes puedan no solo imaginar sino también sentir los factores abióticos de los ecosistemas subterráneos, tanto los microclimáticos (como la temperatura atemperada del interior, la humedad elevada, los escasos movimientos de aire, la oscuridad, etc.) como los geológicos (el contacto con los distintos sustratos y texturas de las formaciones estratigráficas).
Conservación
Las cuevas de mejor acceso sufren de vandalismo por visitas incontroladas (con más intensidad durante el verano), grabando sus paredes con pinturas o conceles, haciendo fogatas o penetrando con antorchas, arrojando desperdicios, afectando las delicadas microestructuras erosivas, derivando en destrucciones de sus paredes y dañando a sus frágiles microecosistemas. Incluso han sido utilizadas como corrales de ganado o improvisadas viviendas por pobladores de bajos recursos. 
Iniciativas bienintencionadas, como la de aumentar la profundidad de la caverna "La Salamanca", han destruido los depósitos aluviales que se habían allí acumulado, eliminando así la posibilidad de realizar investigaciones arqueológicas o estratigráficas. 
En razón de su riqueza faunística, poseen relevante importancia biológica, por lo que debe procurarse una adecuada conservación de estas cavernas para estudios bioespeleológicos. La protección de este tipo de formaciones debería sustentarse mediante la implementación de una adecuada legislación que permita un manejo racional del recurso. Un proyecto para conservar un conjunto de cavernaciones situadas en el extremo norte del partido de San Pedro, en la frontera con el partido de Ramallo, aún no logró ser implementado.